# Sciades exiguus
Sciades exiguus är en skalbaggsart som först beskrevs av Charles Joseph Gahan 1900.  Sciades exiguus ingår i släktet Sciades och familjen långhorningar. Inga underarter finns listade i Catalogue of Life.